# Рубежанский городской совет
 Рубежанский городской совет — административно-территориальная единица и орган местного самоуправления в Луганской области Украины c центром в городе Рубежное. Входит в состав Лисичанско-Северодонецкой агломерации. Население 61461 чел.

## Состав
- город областного подчинения Рубежное

## Экономика
Химическая промышленность (РКХЗ "Заря", химзавод "Южный"), картонно-тарное производство (Рубежанский картонно-тарный комбинат)